# Бринон, Фернан де
Мари-Фернан де Бринон (фр. Marie Fernand de Brinon; 1885—1947) — французский адвокат и журналист, коллаборационист, в годы Второй мировой войны — член правительства Виши. Расстрелян по приговору суда.

## Биография
Фернан де Бринон родился 26 августа 1885 года в городе Либурн в богатой семье. Учился в университете на юриста, но решил работать журналистом в Париже. После окончания Первой мировой войны Бринон занял прогерманские позиции, выступал за восстановление отношений с немцами. В 1919 году на Парижской мирной конференции он познакомился с будущим министром иностранных дел гитлеровской Германии Иоахимом фон Риббентропом.

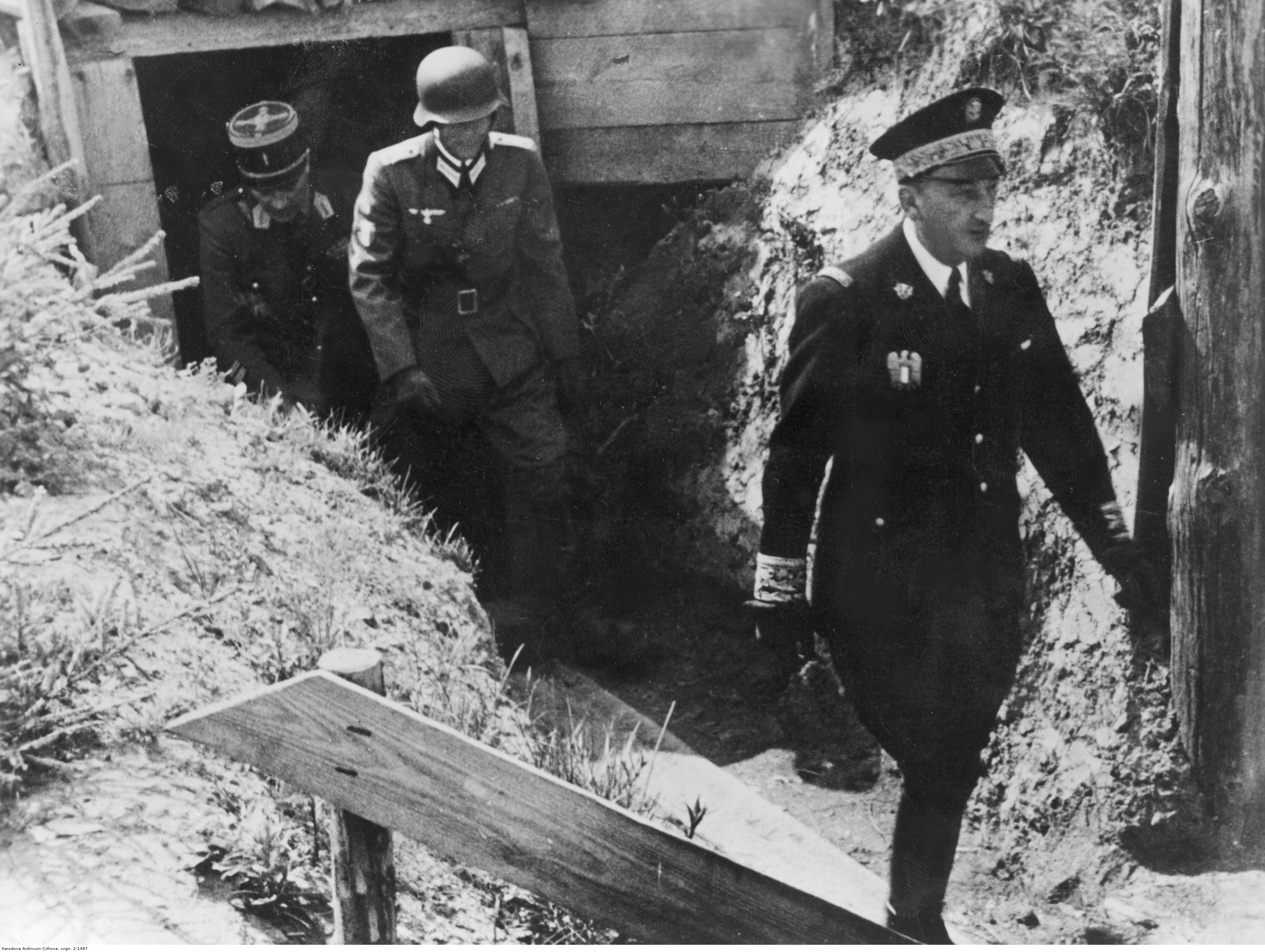
Фернан де Бринон инспектирует позиции вермахта на Восточном фронте, 1943 год

Бринон стал достаточно заметной фигурой в жизни Франции 1930-х годов. Премьер Эдуар Даладье лично посылал Бринона на встречу с Адольфом Гитлером. Результатом этой встречи стало опубликованное в газете «Матэн» интервью, в котором Гитлер уверял Бринона в дружественном отношении Германии к Франции, которое успокоило французское общество.
Бринон близко контактировал с представителями правых партий. После того, как Франция потерпела поражение в июне 1940 года, Бринон выступил за сотрудничество с оккупантами. В июле 1940 года он по приглашению Пьера Лаваля занял пост представителя правительства Виши в оккупированном Париже.
Бринон всячески поддерживал нацистов, благодаря чему сумел спасти свою жену-еврейку от концентрационного лагеря. Бринон стал одним из лидеров союза «Франция-Германия», и своеобразным «рупором» нацистов в Западной Европе. В 1943 году он посетил оккупированные территории Советского Союза. После освобождения Франции в 1944 году Бринон с женой бежал в Германию, где он стал президентом французской Правительственной Комиссии (вишистского правительства в изгнании). 22 апреля 1945 года Бринон был арестован американцами. И сам коллаборационист, и его жена содержались в тюрьме Френ, но последняя через некоторое время была оправдана и освобождена.
6 марта 1947 года Верховный суд Франции признал Фернана де Бринона виновным в совершении военных преступлений и приговорил его к высшей мере наказания — смертной казни через расстрел. 15 апреля 1947 года приговор был приведён в исполнение в военном форте в Монруже.